# لاکتوکا ویرسا
لاکتوکا ویرسا (نام علمی: Lactuca virosa) نام یک گونه از تیره کاسنیان است.